# Черемухи
Черемухи — посёлок в Мартыновском районе Ростовской области.
Входит в состав Зеленолугского сельского поселения.

## История
Указом Президиума Верховного Совета РСФСР от 24 февраля 1988 года Посёлку центральной усадьбы винсовхоза «Волгодонской» № 2 присвоено наименование Черемухи.

## Население
| 2010 |
| ---- |
| 649  |

## Улицы
| - ул. Виноградная, - ул. Восточная, - ул. Гагарина, - ул. Комсомольская, - ул. Ленина, - ул. Молодёжная, - ул. Нефтебаза, | - ул. Приканальная, - ул. Садовая, - ул. Спортивная, - ул. Степная, - ул. Строительная, - ул. Транспортная, - ул. Черемушки. |